# Училка
«Училка» (англ. Bad Teacher) — американська комедія 2011 року режисера Джейка Кездан з участю Камерон Діас та Джастіна Тімберлейка. Дата виходу в прокат США — 17 червня 2011..

## Сюжет
Фільм показує провінційну шкільну вчительку — Елізабет Голсі (Кемерон Діаз). Яскраво демонструються холодність вчительки до педагогічного колективу, в тому числі до учнів. Училка безладно проводить, як їй здається, останній шкільний рік. Вона повертається до свого багатого бойфренду, бажаючи швидше вийти заміж. Однак той, під тиском своєї матері, дає несподівано задній хід. Він розриває з нею будь-які стосунки, і вона змушена знову через три місяці повернутися в школу. Там вона зустрічає чергового мільйонера, викладача (Джастін Тімберлейк), чиї батьки сколотили статок на годинному бізнесі. Щоб добитися його, їй необхідно проявити показні почуття, крім того вона горить бажанням зробити операцію для збільшення грудей. Однак для того необхідно розщедритися на 9000$. Вона прагне побудувати свій клас по струнці і є чому: класна керівниця найкращого класу щодо дисципліни і освіти отримує кругленьку суму.
Щоб здійснити це, Елізабет йде на обман. Вона прикидається журналісткою, споює чиновника і викрадає у нього відповіді тестового іспиту. Після проведення іспитів семикласники побивають рекорди освіти в штаті, отже Елізабет одержує премію. Незважаючи на підозри, викликані у її колег, а згодом і у більш вищих інстанцій, вона вміло відводить підозри від саботажу, приписуваного їй. У підсумку, від операції зі збільшення грудей, вона за відомими тільки їй причинами відмовилася, нового викладача мільйонера вона відкидає. З несподіванкою для самої себе, вона виявляє в себе симпатію до шкільного вчителя фізкультури. Більше того, вона залишається вчителькою в школі на постійній основі.

## У фільмі знімались
| У ролях            |  | Персонаж         |
| ------------------ |  | ---------------- |
| Кемерон Діаз       |  | Елізабет Голсі   |
| Джастін Тімберлейк |  | Скотт Делакорт   |
| Джейсон Сігел      |  | Рассел Ґеттіс    |
| Люсі Панч          |  | Емі Білочка      |
| Джон Майкл Гіґінс  |  | Воллі Снер       |
| Філліс Сміт        |  | Лінн Девіс       |
| Моллі Шеннон       |  | Мелоді           |
| Кетрін Ньютон      |  | Чейз Рубін-Россі |
| Ерік Стоунстріт    |  | Кірк             |
| Фіннеас О'Коннелл  |  | Спенсер          |
| Пол Фіґ            |  | людина на мийці  |